# 1964年東京オリンピックのチェコスロバキア選手団
1964年東京オリンピックのチェコスロバキア選手団（1964ねんとうきょうオリンピックのチェコスロバキアせんしゅだん）は、1964年10月10日から10月24日にかけて日本の首都東京で開催された1964年東京オリンピックのチェコスロバキア選手団、およびその競技結果。

## 概要
今大会は金メダル5個、銀メダル6個、銅メダル3個の合計14個のメダルを獲得した。

## メダル
| メダル | 選手名               | 競技 | 種目         |
| ------ | -------------------- | ---- | ------------ |
| 金     | ベラ・チャスラフスカ | 体操 | 女子個人総合 |
| 金     | ベラ・チャスラフスカ | 体操 | 女子跳馬     |
| 金     | ベラ・チャスラフスカ | 体操 | 女子平均台   |
| 銀     | ヨゼフ・オドロジル   | 陸上 | 男子1500m    |
| 銀     | ルドビク・ダネク     | 陸上 | 男子円盤投   |